# Nantuo
Nantuo (kinesiska: 南沱, 南沱镇) är en köping i sydvästra Kina. Den ligger i stadsdistriktet Fuling i storstadsområdet Chongqing, omkring 97 kilometer öster om det centrala stadsdistriktet Yuzhong. Antalet invånare är 26 447. Befolkningen består av 13 118 kvinnor och 13 329 män. Barn under 15 år utgör 17,0 %, vuxna 15-64 år 68 %, och äldre över 65 år 13,0 %.